# Арманка (река)
Арма́нка (также Малта́ш-Узе́нь; укр. Арманка, крымскотат. Arman, Maltaş Özen, Арман, Малташ Озен) — река в юго-западном Крыму (Севастополь), левый приток реки Чёрная (фактически — впадает в Чернореченское водохранилище). Длина водотока — 7,6 км, площадь водосборного бассейна — 12,0 км².

## Название
Река известна под несколькими названиями: нынешнее Арманка трактуется, как искажённый вариант Урман-Су (от татарского Орман лес). Малташ-Узень, как и Малташ-Дере (встречается вариант Молташ) переводят, ка торговая балка: вдоль реки сохранилась древняя дорога — по мнению Репникова здесь через Шайтан-Мердвен с глубокой древности проходил торговый путь из Херсонеса на Южный берег, хотя корень «mal» в крымскотатарском может означать и «товар», и «крупный рогатый скот». В справочнике «Волости и важнѣйшія селенія Европейской Россіи» за 1886 год река записана, как ручей Арманла.

## География
Гидролог Николай Васильевич Рухлов истоком Арманки считал маловодный родник Курнэ, указывая, что водоток в реке наблюдается только с октября по июль, а в летние месяцы «остаётся совершенно сухим». По другим данным истоки лежат на Ай-Петринской яйле, на юго-восточном склоне горы Лысая (Биюк-Синор), затем, между вершин Лысая и Календы-Баир, сбегает в Байдарскую долину. Река течёт общим направлением на северо-запад, в горной части образуя живописное ущелье, иногда называемое «Розовым каньоном» из-за розоватого оттенка известняков окрестных скал. Согласно справочнику у Арманки 2 безымянных притока длиной менее 5 километров, на подробных картах один из них, правый, подписан, как Календа, другой (левый) протекает по балке Айляска. Впадает в Чернореченское водохранилище (ранее впадала в Чёрную несколько севернее). Водоохранная зона Арманки установлена в 50 м.